# Kẻ đâm lén
Kẻ đâm lén (tựa gốc tiếng Anh: Knives Out) là một bộ phim bí ẩn Mỹ năm 2019, đạo diễn kiêm biên kịch bởi Rian Johnson và do ông cùng Ram Bergman sản xuất. Bộ phim theo chân một vị thám tử tài ba điều tra về cái chết đột ngột của nhà văn trinh thám nổi tiếng trong chính bữa tiệc sinh nhật lần thứ 85 của ông, vốn tụ họp đông đủ các thành viên trong gia đình. Tác phẩm có sự tham gia của dàn diễn viên bao gồm Daniel Craig, Chris Evans, Ana de Armas, Jamie Lee Curtis, Michael Shannon, Don Johnson, Toni Collette, Lakeith Stanfield, Katherine Langford, Jaeden Martell và Christopher Plummer.
Kẻ đâm lén công chiếu lần đầu tiên trên toàn thế giới vào ngày 7 tháng 9 năm 2019 tại Liên hoan phim quốc tế Toronto và được Lionsgate phát hành tại Hoa Kỳ vào ngày 27 tháng 11 cùng năm. Giới chuyên môn đánh giá cao bộ phim, đặc biệt là về kịch bản, khâu đạo diễn và diễn xuất. Tác phẩm cũng thành công ở rạp chiếu khi thu về 309,2 triệu USD trên toàn thế giới so với ngân sách 40 triệu USD. Kẻ đâm lén mang về đề cử Kịch bản gốc xuất sắc nhất của lễ trao giải Oscar lần thứ 92 và Giải BAFTA lần thứ 73. Tại lễ trao giải Quả cầu vàng lần thứ 77, phim được đề cử ở ba hạng mục thuộc thể loại Nhạc kịch hoặc Hài kịch: Phim hay nhất, Nam diễn viên chính xuất sắc nhất cho Craig và Nữ diễn viên xuất sắc nhất cho de Armas. Viện phim Mỹ và Ủy ban Quốc gia về Phê bình Điện ảnh bầu chọn tác phẩm là một trong mười phim điện ảnh hay nhất năm 2019.
Tháng 2 năm 2020, Lionsgate thông báo rằng họ đang phát triển phần tiếp theo cho bộ phim, trong đó Daniel Craig tiếp tục đảm nhiệm vai thám tử Blanc của mình.

## Nội dung
Nhân dịp sinh nhật lần thứ 85, nhà văn thành công và giàu có nhờ những cuốn tiểu thuyết tội phạm nổi tiếng của mình, Harlan Thrombey, mời con cháu trong gia đình đến biệt thự của ông ở Massachusetts để dự tiệc. Sáng hôm sau, Harlan được người quản gia Fran tìm thấy trong tình trạng đã tử vong với một nhát cắt ngang cổ họng. Dù phía cảnh sát cho rằng đây là một vụ tự sát, ai đó đã ẩn danh bỏ tiền thuê thám tử tư Benoit Blanc để điều tra kĩ hơn về vụ việc.
Qua điều tra, Blanc được biết rằng mối quan hệ của Harlan với các thành viên trong gia đình rất căng thẳng. Harlan đe dọa sẽ vạch trần con rể Richard vì đã lừa dối vợ anh Linda –  con gái cả của Harlan. Ông cũng quyết định cắt trợ cấp hàng tháng cho con dâu Joni vì phát hiện cô đã biển thủ tiền của ông trong một thời gian dài. Harlan nói với con trai Walt rằng anh sẽ rời khỏi công việc điều hành công ty xuất bản sách lớn của ông, cùng với đó ông đã có một cuộc cãi vã với cháu trai Ransom.
Blanc và phía cảnh sát chưa khám phá ra rằng, khi tiệc tàn, ở phòng làm việc của Harlan, y tá riêng của ông là Marta Cabrera, do nhầm lẫn đã vô tình tiêm cho nhà văn già một lượng morphine cao hơn nhiều lần liều nhỏ trong điều trị hàng ngày. Cô hoảng loạn tìm lọ thuốc giải độc vốn dĩ luôn mang theo nhưng không thấy, đồng nghĩa với việc Harlan chỉ còn sống được vài phút. Ông biết chuyện mẹ của Marta là một người nhập cư bất hợp pháp, do đó để giúp gia đình cô không bị điều tra, Harlan ngăn không cho Marta gọi cứu thương và hướng dẫn cô ngụy tạo chứng cứ ngoại phạm giả. Harlan sau đó tự cắt cổ mình. Người mẹ già của nhà văn tình cờ bắt gặp Marta đang tẩu thoát như những gì Harlan dặn, nhưng bà lại nhầm cô với cậu cháu trai Ransom.
Marta có một điểm đặc biệt là mỗi khi cô nói dối sẽ bị nôn mửa, vì vậy khi Blanc và cảnh sát thẩm vấn, cô đưa ra những câu trả lời đúng nhưng không hoàn toàn đầy đủ. Marta đồng ý giúp Blanc trong việc điều tra và trong lúc họ đang kiểm tra xung quanh ngôi biệt thự, cô lén lút xóa các giấu vết cho thấy hành động phạm tội của mình.
Di chúc của Harlan được công bố, trong đó ông quyết định để lại toàn bộ khối tài sản khổng lồ cho Marta, khiến gia đình ông, trừ Ransom, vô cùng ngạc nhiên và tức giận. Anh giúp Marta chạy trốn khỏi gia đình Thrombey đang chìm trong cơn thịnh nộ. Ransom thuyết phục Marta kể lại cho anh nghe sự thật, cùng với đó đưa ra lời đề nghị giúp đỡ cô để đổi lấy một phần của tài sản thừa kế. Các thành viên khác của gia đình Thrombey ra sức thuyết phục Marta từ bỏ quyền thừa kế, còn Walt đe dọa sẽ tố cáo chuyện nhập cư bất hợp pháp của mẹ cô.
Một lá thư tống tiền nặc danh được gửi đến cho Marta, trong đó đính kèm một phần bản sao kết quả xét nghiệm pháp y của Harlan. Cô và Ransom lái xe đến văn phòng giám định nhưng tòa nhà đã bị hỏa hoạn thiêu rụi, đồng nghĩa với việc chỉ còn kẻ tống tiền là người duy nhất nắm giữ kết quả xét nghiệm của Harlan. Marta nhận được một email nặc danh có ghi địa chỉ để gặp mặt trực tiếp với kẻ tống tiền. Blanc và cảnh sát trông thấy Marta và Ransom, và sau một cuộc truy đuổi bằng xe hơi ngắn ngủi, Ransom bị giải về đồn; Blanc giải thích rằng mẹ Harlan nói đã thấy Ransom trèo xuống từ phòng của Harlan vào đêm ông qua đời.
Marta đi đến điểm hẹn và bắt gặp Fran đang sốc morphine. Marta do dự vì biết rằng cô có thể bị Fran vạch trần, nhưng cuối cùng quyết định cứu người quản gia bằng cách hồi sức tim phổi cho bà và gọi cấp cứu. Marta khai nhận toàn bộ sự thật với Blanc dù trước đó tại đồn Ransom đã nói hết ra mọi chuyện. Tại căn biệt thự, Marta tìm thấy bản sao đầy đủ của kết quả xét nghiệm pháp y mà Fran giấu trong ngăn kéo bí mật chứa cần sa của mình, nhưng không xem nó mà đưa cho Blanc. Blanc đọc nó và lập tức lao đến ngắt lời Marta trong khi cô đang định thú tội với gia đình Thrombey rằng sự nhầm lẫn của cô đã gây ra cái chết của Harlan.
Blanc công bố những lập luận của mình: thực chất trong cuộc cãi vã với Harlan, Ransom đã biết được chuyện ông ngoại mình sẽ để lại mọi tài sản cho Marta; anh ta tráo đổi các chất trong hai lọ thuốc của Harlan và đồng thời lấy đi thuốc giải độc, để rồi sau đó Marta sẽ vô tình hại chết Harlan vì lượng morphine quá liều, qua đó khiến cô mất quyền thừa kế theo luật sát nhân. Tuy nhiên, vì đã quen với công việc hàng ngày nên thực chất Marta đã sử dụng đúng loại thuốc nhờ nhận dạng về thứ chất nằm trong lọ thuốc chứ không đọc nhãn hiệu, do đó cô vô tội trong cái chết của Harlan. Khi cảnh sát cho rằng nguyên nhân tử vong là do tự sát, Ransom đã ẩn danh thuê Blanc để vạch trần Marta là kẻ giết người. Fran sau đó vô tình trông thấy Ransom đang lén lút tiêu hủy các bằng chứng phạm tội nên đã nhờ người xét nghiệm pháp y rồi gửi cho anh ta bức thư tống tiền. Khi nghe Marta kể lại mọi chuyện, Ransom biết rằng dù Marta đã vô tình tiêm cho Harlan loại thuốc đúng nhưng cô không nhận ra chuyện đó và vẫn đinh ninh mình có tội, anh ta liền chuyển tiếp cho Marta bức thư của Fran, khiến cô hiểu nhầm rằng bản thân bị đe dọa. Ransom thiêu rụi văn phòng giám định pháp y để hủy kết quả giám nghiệm chứng minh sự vô tội của Marta. Cuối cùng, anh ta hại Fran bằng cách tiêm cho bà quá liều morphine và gửi email để dụ Marta xuất hiện tại hiện trường, qua đó đổ tội cho cô là kẻ đã hại chết Fran.
Marta lừa Ransom thú nhận sự thật bằng cách nói dối rằng Fran đã tỉnh lại và sẽ vạch tội anh ta. Sau khi Ransom khai nhận và thề sẽ trả thù, Marta nôn vào người anh ta, qua đó cho thấy rằng thực tế Fran không qua khỏi. Tức giận, Ransom lao đến tấn công Marta bằng một con dao gần đó, nhưng hóa ra nó lại là một con dao biểu diễn có thể thụt lại vào cán. Lời thú tội của Ransom đã được ghi lại đầy đủ, cảnh sát lập tức giải anh ta đi.
Blanc tiết lộ với Marta rằng ngay lần đầu họ gặp mặt, trông thấy vết máu rất nhỏ trên một chiếc giày của cô, vị thám tử đã sớm nhận định rằng cô có liên quan đến cái chết của Harlan. Linda đọc được bức thư khẳng định chồng bà ngoại tình mà vốn dĩ Harlan định gửi cho bà. Trong lúc Ransom bị giải đi, đứng trên ban công ngôi biệt thự giờ đã là của mình, Marta yên lặng nhấp ngụm cà phê và đưa mắt nhìn gia đình Thrombey đang đứng dưới sân.

## Diễn viên
- Daniel Craig vai Benoit Blanc, thám tử tư nổi tiếng
- Chris Evans vai Hugh Ransom Drysdale, cháu trai của Harlan (con trai của Linda và Richard), một kẻ ăn chơi hư hỏng
- Ana de Armas vai Marta Cabrera, y tá và người bạn thân thiết của Harlan
- Jamie Lee Curtis vai Linda Drysdale, con gái lớn của Harlan, vợ của Richard, điều hành một công ty lớn của riêng mình
- Michael Shannon vai Walter "Walt" Thrombey: con trai út của Harlan, giám đốc điều hành công ty xuất bản của cha mình
- Don Johnson vai Richard Drysdale, con rể của Harlan (chồng của Linda)
- Toni Collette vai Joni Thrombey: con dâu của Harlan (vợ của người con trai đã mất của Harlan, Neil)
- Lakeith Stanfield vai trung úy Elliot, cảnh sát địa phương tham gia vào cuộc điều tra
- Katherine Langford vai Meg Thrombey, cháu gái của Harlan (con gái của Joni và Neil), đang theo học tại một ngôi trường lớn
- Jaeden Martell vai Jacob Thrombey, cháu trai của Harlan (con trai của Walt và Donna), thiếu niên sống theo lối alt-right và luôn cắm mặt vào điện thoại di động
- Christopher Plummer vai Harlan Thrombey, nhà văn giàu có chuyên viết tiểu thuyết bí ẩn, qua đời ngay trong sinh nhật lần thứ 85 của mình. Ông có ba người con — Linda, Neil (đã mất) và Walt
- Riki Lindhome vai Donna Thrombey, con dâu của Harlan (vợ của Walt)
- Edi Patterson vai Fran, quản gia của Harlan, người đầu tiên phát hiện thi thể
- Frank Oz vai Alan Stevens, luật sư của Harlan
- K Callan vai Wanetta "Great Nana" Thrombey: người mẹ ngoài trăm tuổi của Harlan, trí não dường như không còn minh mẫn
- Noah Segan vai Wagner, cảnh sát địa phương, một người rất hâm mộ tiểu thuyết của Harlan
- M. Emmet Walsh vai ông Proofroc, người canh gác sân vườn
- Marlene Forte vai bà Cabrera, mẹ của Marta
- Joseph Gordon-Levitt vai thám tử Hardrock (giọng nói cameo)

## Sản xuất

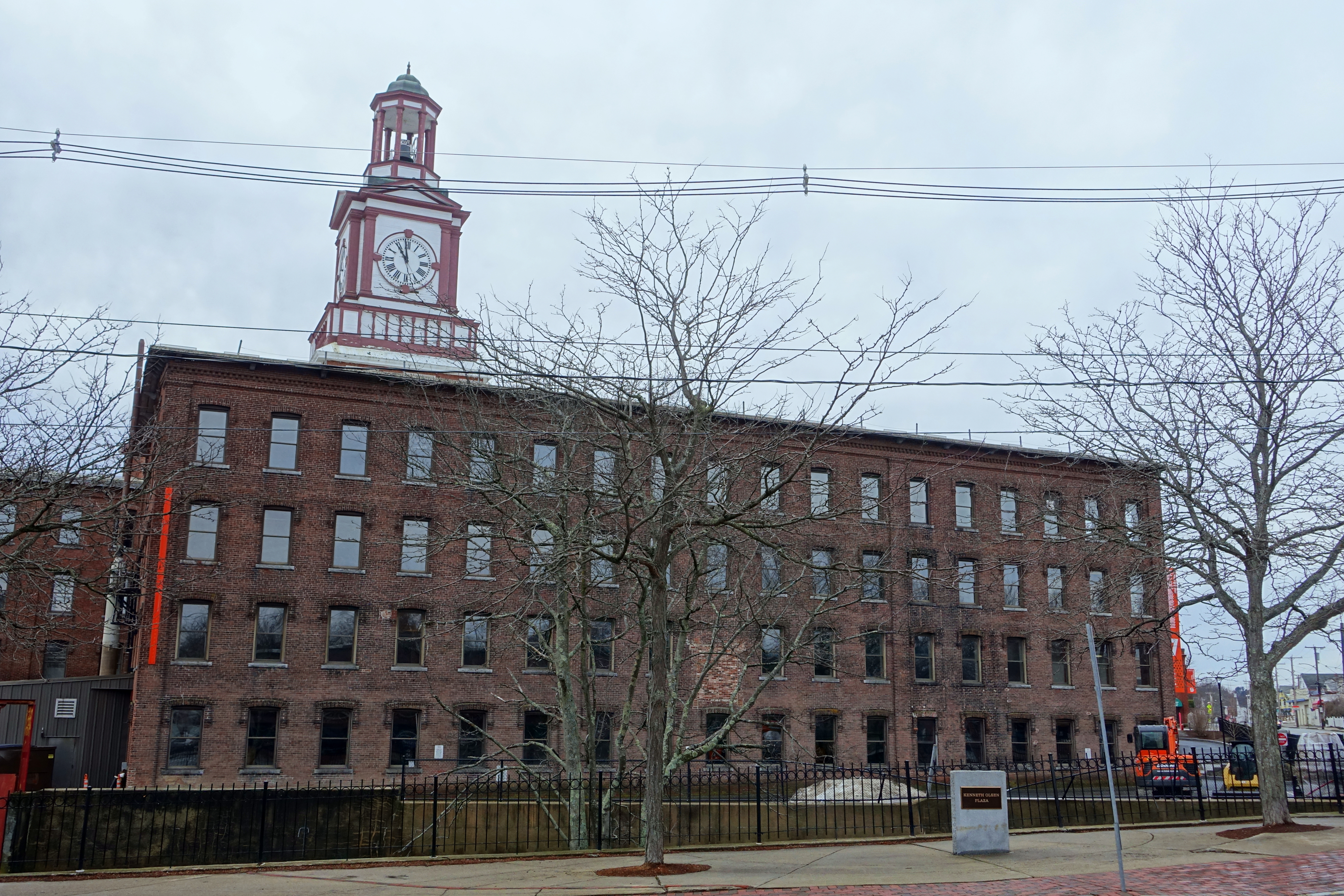
Một số cảnh quay được ghi hình ở Maynard, Massachusetts. Cảnh truy đuổi bằng xe hơi diễn ra xung quanh nhà máy len Assabet (ảnh), nay là Mill & Main.

### Phát triển
Sau khi hoàn thành bộ phim Brick (2005), biên kịch–đạo diễn Rian Johnson đã nảy ra những ý tưởng cơ bản cho Kẻ đâm lén. Tháng 6 năm 2010, ông bày tỏ mong muốn thực hiện một bộ phim án mạng bí ẩn mang âm hưởng của Agatha Christie. Johnson trả lời tờ The Independent rằng ông muốn thực hiện bộ phim sau khi hoàn thành Looper (2012). Tuy nhiên, dự án phim tiếp theo của ông lại là Star Wars: Jedi cuối cùng (2017). Johnson dành bảy tháng để viết kịch bản cho Kẻ đâm lén sau khi chuỗi họp báo lưu động của Jedi cuối cùng kết thúc.
Trong quá trình phát triển bộ phim, Johnson chịu ảnh hưởng từ một số tác phẩm giật gân–bí ẩn kinh điển và hài kịch–bí ẩn như The Last of Sheila (1973), Murder on the Orient Express (1974), Something's Afoot (1972-1982), Murder by Death (1976), Death on the Nile (1978), The Private Eyes (1980), The Mirror Crack'd (1980), Evil Under the Sun (1982), Deathtrap (1982), Clue (1985) và Gosford Park (2001). Phiên bản năm 1972 của Sleuth, một bộ phim "giống nhưng không hẳn là dạng tìm thủ phạm" mà Johnson yêu thích, cũng là nguồn cảm hứng cho ông, đặc biệt là thời gian, địa điểm và thiết kế bối cảnh. Tựa đề của phim được lấy từ bài hát "Knives Out" (2001) của Radiohead. Vốn là một người hâm mộ của Radiohead, Johnson giải thích: "Rõ ràng là bộ phim và bài hát không có một mối liên hệ nào cả... Cụm từ đó cứ luôn kẹt trong đầu tôi. Và đó có lẽ cũng là tựa đề vô cùng phù hợp cho một [bộ phim] án mạng bí ẩn." Cái tên Harlan Thrombey được lấy từ tác phẩm năm 1981 Who Killed Harlowe Thrombey? thuộc chùm sách trò chơi đi tìm thủ phạm dành cho trẻ em Choose Your Own Adventure.
Kẻ đâm lén được chính thức công bố vào tháng 9 năm 2018, với sự tham gia của Daniel Craig. Các nhà phân phối đã mua bản quyền bộ phim ngay trong khi Liên hoan phim quốc tế Toronto 2018 đang diễn ra. Vào tháng 10 năm 2018, Chris Evans, Lakeith Stanfield, Michael Shannon, Ana de Armas, Don Johnson, Jamie Lee Curtis và Toni Collette là các diễn viên tiếp theo góp mặt, sau đó là Christopher Plummer, Jaeden Martell, Katherine Langford, Riki Lindhome và Edi Patterson vào tháng 11 cùng năm. Cộng sự thân quen của Johnson, Noah Segan, gia nhập dàn diễn viên vào tháng 12. Vào tháng 3 năm 2019, Frank Oz, người từng làm việc với Johnson trong Jedi cuối cùng, tiết lộ rằng ông sẽ vào một vai phụ. M. Emmet Walsh được chọn vào phim để thay thế Ricky Jay, người đã qua đời vào năm 2018 khi tác phẩm đang trong quá trình sản xuất.

### Quay phim
Quá trình ghi hình cho Kẻ đâm lén bắt đầu vào ngày 30 tháng 10 năm 2018 tại Boston, Massachusetts và đóng máy vào ngày 20 tháng 12 năm 2018. Các địa điểm quay phim bao gồm Berlin, Easton, Marlborough, Natick, Wellesley, Maynard, Waltham và Medfield thuộc bang Massachusetts. Mặt ngoài của ngôi nhà được quay tại một căn biệt thự ở Natick, khoảng 27 km về phía tây Boston. Biệt thự Ames thuộc công viên bang Borderland, Massachusetts là bối cảnh chính của nhiều cảnh quay trong nhà.

### Âm nhạc
Nathan Johnson đảm nhiệm vai trò soạn nhạc cho Kẻ đâm lén. Trước đây ông từng cộng tác với đạo diễn Rian Johnson, cũng là anh em họ của ông, trong các tác phẩm Brick, The Brothers Bloom và Looper. Cut Narrative Records phát hành nhạc phim vào ngày 27 tháng 11 năm 2019, trùng với ngày ra rạp của bộ phim.

## Phát hành
Kẻ đâm lén có buổi ra mắt đầu tiên trên toàn thế giới tại Liên hoan phim quốc tế Toronto vào ngày 7 tháng 9 năm 2019. Bộ phim được Lionsgate phát hành đến các rạp chiếu vào ngày 27 tháng 11 năm 2019. Đạo diễn Rian Johnson đã phát hành một đoạn âm thanh bình luận "tại rạp" dành cho những khán giả xem phim lần thứ hai.

### Các dạng phát hành khác
Kẻ đâm lén được phát hành dưới dạng kỹ thuật số HD vào ngày 7 tháng 2 năm 2020, trên DVD, Blu-ray và 4K vào ngày 25 tháng 2 cùng năm. Ngày 12 tháng 6 năm 2020, phim ra mắt trên nền tảng phát trực tuyến Amazon Prime.

## Đón nhận

### Doanh thu phòng vé
Kẻ đâm lén thu về 165,3 triệu USD tại thị trường Hoa Kỳ–Canada và 143,9 triệu USD ở các lãnh thổ khác, với tổng doanh thu trên toàn thế giới là 309,2 triệu USD. Deadline Hollywood ước tính lợi nhuận ròng của bộ phim rơi vào khoảng 82 triệu USD, bao gồm toàn bộ chi phí sản xuất và tiền lãi.
Ban đầu bộ phim dự kiến thu về khoảng 22—25 triệu USD từ 3.391 rạp sau năm ngày đầu ra mắt tại thị trường Hoa Kỳ và Canada. Các xuất chiếu sớm tại 936 rạp trong hai ngày 22 và 23 tháng 11 mang về 2 triệu USD. Tác phẩm tiếp tục thu được 8,5 triệu USD (bao gồm 2 triệu nói trên và 1,7 triệu từ các buổi chiếu thử tối thứ Ba) và 6,8 triệu USD vào ngày lễ Tạ ơn, tăng tổng mức thu lên đến 44 triệu USD. Doanh thu trong dịp cuối tuần ra mắt là 27,2 triệu USD (nâng tổng mức thu trong năm ngày đầu lên 41,7 triệu USD), đứng thứ hai sau Frozen II. Cho đến cuối tuần thứ hai và thứ ba, bộ phim mang về lần lượt 14,2 triệu USD và 9,3 triệu USD, giữ vững hạng hai và sau đó tụt xuống hạng ba. Doanh thu tuần thứ tư là 6,5 triệu USD và 9,7 triệu USD của tuần thứ năm (tổng cộng 16,6 triệu USD trong năm ngày thuộc kì lễ Giáng sinh).

### Đánh giá chuyên môn
Trên hệ thống tổng hợp kết quả đánh giá Rotten Tomatoes, bộ phim có tỷ lệ đánh giá tích cực 97% dựa trên 441 nhận xét, với điểm trung bình là 8,3/10. Theo các chuyên gia của trang web: "Kẻ đâm lén hoàn thiện hơn những tác phẩm án mạng–bí ẩn cũ ở chỗ một cuộc dạo chơi của sự kịch tính với kết cấu vô cùng chặt chẽ đã được tạo nên nhờ dàn diễn viên xuất sắc của biên kịch–đạo diễn Rian Johnson." Điểm trung bình của bộ phim trên trang Metacritic là 82/100 dựa trên đánh giá từ 52 nhà phê bình, cho thấy "sự tán dương rộng rãi". Trên trang web CinemaScore, điểm trung bình Kẻ đâm lén có được từ khán giả là A– (trong thang điểm từ A+ đến F), trong khi PostTrak báo cáo rằng phim được đánh giá 4,5/5 sao và có 67% người xem "cực kì khuyến nghị".
Viết cho tờ The Hollywood Reporter, David Rooney mô tả Kẻ đâm lén là "một món ăn tinh thần yêu thích của mọi nhà, với cốt truyện được xây dựng cực kì khéo léo, mang tính giải trí rất cao và bất cần một cách tinh quái" và "tuyệt hay từ đầu đến cuối", dành lời khen cho kịch bản của bộ phim, nét tương đồng với những tác phẩm án mạng–bí ẩn thập niên 1970 và màn trình diễn của các diễn viên. Dana Stevens của Slate viết: "Kẻ đâm lén biết chính xác nó là loại phim gì: một phiên bản hài hước của dòng phim án mạng–bí ẩn chứa nhiều bước ngoặt bất ngờ, với dàn diễn viên toàn sao [...]". Cây bút của tờ The A.V. Club, A. A. Dowd cho rằng bộ phim "cực kì giải trí" và là "món ăn tinh thần được đông đảo ưa chuộng mà biết cách lừa phỉnh rất thông minh". David Ehrlich của IndieWire chấm bộ phim điểm A, nhận xét: "Johnson đã sáng tạo ra một câu chuyện án mạng–bí ẩn, vừa sẵn sàng đi ngược lại những gì bạn nghĩ nhưng vừa không muốn phản bội lại những gì bạn tin. Có thể nói bộ phim thông minh đúng hơn là phá cách, và nó đã chọn kết thúc một cách hợp tình hợp lý thay vì gây sốc quá mức, nhưng Kẻ đâm lén biết cách để yếu tố bất ngờ không phá hỏng một cốt truyện hay." David Sims của The Atlantic viết rằng Johnson "đã lật ngược lại [trình tự] của thể loại đi tìm thủ phạm". Dani di Placido của Forbes cho rằng Johnson "đã làm sống lại phong cách [phim] này" và "làm cho dòng phim án mạng–bí ẩn vĩ đại trở lại".
Kẻ đâm lén đều góp mặt trong các danh sách top mười bộ phim hay nhất năm của Viện phim Mỹ, Ủy ban Quốc gia về Phê bình Điện ảnh và tạp chí Time. Đạo diễn Edgar Wright cũng tuyên bố rằng đây là bộ phim yêu thích của ông trong năm và nó "được lên kịch bản rất tinh quái".

### Chủ đề chính trị
Viết cho Time, Andrew Chow mô tả bộ phim là "một trong những bộ phim không ngờ nhưng lại là phản động nhất của năm". Ram Bergman, một trong hai nhà sản xuất của Kẻ đâm lén và cũng là cộng tác viên lâu năm của Johnson, nói rằng ngay từ khi bộ phim có những bước phát triển đầu, các yếu tố chính trị xã hội là không thể thiếu. Nữ chính người Mỹ Latinh của tác phẩm, de Armas, nhìn nhận đây như là bộ phim của một hãng phim lớn mà có vai chính là người Mỹ Latinh và dám lên án các khía cạnh cố thủ của xã hội Mỹ. Carlos Aguilar của tờ Remezcla nhận thấy gia đình Thrombey có "thế giới quan đầy phân biệt chủng tộc", trái ngược hẳn với sự thuần khiết gần như siêu thực của nữ chính diện người Mỹ Latinh, khi mà "Giữa ngọn lửa tham lam, nhân vật Marta của de Armas nổi lên như một nữ anh hùng của dân nhập cư và con cái họ, người mang trong mình siêu năng lực bất khả xâm phạm bậc nhất đến từ chính sự đồng cảm, văn minh, kiên cường và thứ có giá trị nhất trong đời người. Lòng nhân hậu được đề cao chứ không bị hạ thấp." Viết cho National Review, Graham Hillard chỉ ra rằng, "Từ câu hỏi ai sẽ là người sở hữu căn nhà trở thành phép ẩn dụ cho việc ai sẽ đứng đầu một quốc gia." Về kết thúc của bộ phim, ông nói: "Bất cứ ai vẫn còn ngờ vực rằng Kẻ đâm lén là, và mang ý nghĩa là, một lời bình về tương lai của động lực chủng tộc ở đất nước này, chỉ cần ngẫm lại cái kết nặng tính chính trị của bộ phim, trong đó gia đình của Harlan bị tống ra khỏi ngôi biệt thự và phải rời đi mà sống trong màn đêm tối ngoài kia."

### Giải thưởng và đề cử
| Giải thưởng                                       | Ngày trao giải       | Hạng mục                                                       | Đề cử                                                       | Kết quả   |
| ------------------------------------------------- | -------------------- | -------------------------------------------------------------- | ----------------------------------------------------------- | --------- |
| Giải AACTA                                        | 3 tháng 1 năm 2020   | Nữ diễn viên phụ quốc tế xuất sắc nhất                         | Toni Collette                                               | Đề cử     |
| Giải Oscar                                        | 9 tháng 2 năm 2020   | Kịch bản gốc xuất sắc nhất                                     | Rian Johnson                                                | Đề cử     |
| Các nhà biên tập điện ảnh Hoa Kỳ                  | 17 tháng 1 năm 2020  | Biên tập phim điện ảnh xuất sắc nhất — Hài kịch hoặc Nhạc kịch | Bob Ducsay                                                  | Đề cử     |
| Viện phim Mỹ                                      | 3 tháng 1 năm 2020   | Top 10 phim của năm                                            | Kẻ đâm lén                                                  | Đoạt giải |
| Giải BAFTA                                        | 2 tháng 2 năm 2020   | Kịch bản gốc xuất sắc nhất                                     | Rian Johnson                                                | Đề cử     |
| Hiệp hội Casting Hoa Kỳ                           | 30 tháng 1 năm 2020  | Phim điện ảnh có ngân sách lớn – Hài kịch                      | Mary Vernieu, Angela Peri (lựa chọn địa điểm) và Brett Howe | Đoạt giải |
| Giải thưởng của Hiệp hội thiết kế trang phục      | 28 tháng 1 năm 2020  | Giải Xuất sắc                                                  | Jenny Eagan                                                 | Đoạt giải |
| Giải Lựa chọn của giới phê bình điện ảnh          | 12 tháng 1 năm 2020  | Dàn diễn viên xuất sắc nhất                                    | Kẻ đâm lén                                                  | Đề cử     |
| Giải Lựa chọn của giới phê bình điện ảnh          | 12 tháng 1 năm 2020  | Kịch bản gốc xuất sắc nhất                                     | Rian Johnson                                                | Đề cử     |
| Giải Lựa chọn của giới phê bình điện ảnh          | 12 tháng 1 năm 2020  | Phim hài hay nhất                                              | Kẻ đâm lén                                                  | Đề cử     |
| Hiệp hội phê bình phim Georgia                    | 10 tháng 1 năm 2020  | Kịch bản gốc xuất sắc nhất                                     | Rian Johnson                                                | Đề cử     |
| Giải Gold Derby                                   | 4 tháng 2 năm 2020   | Phim hay nhất                                                  | Kẻ đâm lén                                                  | Đề cử     |
| Giải Gold Derby                                   | 4 tháng 2 năm 2020   | Kịch bản gốc xuất sắc nhất                                     | Rian Johnson                                                | Đề cử     |
| Giải Gold Derby                                   | 4 tháng 2 năm 2020   | Thiết kế sản xuất xuất sắc nhất                                | David Crank và David Schlesinger                            | Đề cử     |
| Giải Gold Derby                                   | 4 tháng 2 năm 2020   | Best Ensemble                                                  | Kẻ đâm lén                                                  | Đề cử     |
| Giải Quả cầu vàng                                 | 5 tháng 1 năm 2020   | Phim điện ảnh hay nhất – Ca nhạc hoặc hài                      | Kẻ đâm lén                                                  | Đề cử     |
| Giải Quả cầu vàng                                 | 5 tháng 1 năm 2020   | Nam diễn viên hay nhất – Ca nhạc hoặc hài                      | Daniel Craig                                                | Đề cử     |
| Giải Quả cầu vàng                                 | 5 tháng 1 năm 2020   | Nữ diễn viên hay nhất – Ca nhạc hoặc hài                       | Ana de Armas                                                | Đề cử     |
| Giải thưởng của hiệp hội phê bình phim Hollywood  | 9 tháng 1 năm 2020   | Dàn diễn viên xuất sắc nhất                                    | Kẻ đâm lén                                                  | Đoạt giải |
| Giải thưởng của hiệp hội phê bình phim Hollywood  | 9 tháng 1 năm 2020   | Kịch bản gốc xuất sắc nhất                                     | Rian Johnson                                                | Đề cử     |
| Hiệp hội phê bình phim Quốc gia (Hoa Kỳ)          | 8 tháng 1 năm 2020   | Top 10 phim                                                    | Kẻ đâm lén                                                  | Đoạt giải |
| Hiệp hội phê bình phim Quốc gia (Hoa Kỳ)          | 8 tháng 1 năm 2020   | Dàn diễn viên xuất sắc nhất                                    | Kẻ đâm lén                                                  | Đoạt giải |
| Giải thưởng của Hiệp hội các nhà sản xuất phim Mỹ | 18 tháng 1 năm 2020  | Phim điện ảnh hay nhất                                         | Kẻ đâm lén                                                  | Đề cử     |
| Giải Satellite                                    | 19 tháng 12 năm 2019 | Phim điện ảnh hay nhất – Ca nhạc hoặc hài                      | Kẻ đâm lén                                                  | Đề cử     |
| Giải Satellite                                    | 19 tháng 12 năm 2019 | Nam diễn viên hay nhất – Ca nhạc hoặc hài                      | Daniel Craig                                                | Đề cử     |
| Giải Satellite                                    | 19 tháng 12 năm 2019 | Nữ diễn viên hay nhất – Ca nhạc hoặc hài                       | Ana de Armas                                                | Đề cử     |
| Giải Satellite                                    | 19 tháng 12 năm 2019 | Dàn diễn viên xuất sắc nhất — Phim điện ảnh                    | Kẻ đâm lén                                                  | Đoạt giải |
| Giải thưởng của Hiệp hội biên kịch Mỹ             | 1 tháng 2 năm, 2020  | Kịch bản gốc xuất sắc nhất                                     | Rian Johnson                                                | Đề cử     |

## Phần tiếp theo
Trước khi Kẻ đâm lén được phát hành, Johnson cho biết ông muốn thực hiện các phần phim tiếp theo với Benoit Blanc tiếp tục khám phá các vụ việc bí ẩn, đồng thời ông cũng đã có ý tưởng cho bộ phim mới. Tháng 1 năm 2020, Johnson xác nhận rằng ông đang viết kịch bản cho phần hai, xoay quanh cuộc điều tra của Blanc về một bí ẩn mới. Craig được cho là sẽ tiếp tục vai trò của mình và ông cũng bày tỏ sự quan tâm đến dự án. Vào ngày 6 tháng 2 năm 2020, Lionsgate đưa ra thông báo rằng phần phim tiếp theo đã được bật đèn xanh.